# Dacia 500 Lăstun
Dacia 500 Lăstun este un autoturism românesc de mici dimensiuni, fabricat între anii 1988 și 1991 la Timișoara. Denumirea acestuia provine de la numele păsării "lăstun". Producția a avut loc la fosta uzină Tehnometal din Timișoara, devenită ulterior Întreprinderea de Autoturisme Timișoara. Primul lot de autoturisme a fost pus în vânzare în ianuarie 1989. Automobilul a fost proiectat la Institutul de Motoare Termice București (INMT). 

## Caracteristici
Conceptul inițial prevedea un autoturism economic pentru transportul urban cu o capacitate maximă de 2+2 persoane (2 adulți și 2 copii), un consum mic de până la 3 litri/100 km și o viteză maximă de 70 km/h. Motorul în patru timpi care echipa modelul Lăstun avea 2 cilindri paraleli verticali, 499 cc, 22,5 CP și un consum de 3,3 l/100 km în regim constant, respectiv de 4,5 l/100 km în ciclu urban. Amplasarea era transversală deasupra punții față, iar răcirea se făcea cu aer printr-o elice antrenată de motor. Cutia de viteze era manuală, cu patru trepte, iar schimbătorul de viteze era amplasat la volan (precum la modelele Trabant). Tracțiunea era pe față, iar toate frânele erau cu tamburi. Era echipat cu pneuri de dimensiuni 125 SR 12 și jante de 3,5 țoli. Viteza maximă de deplasare era de 106 km/h.
Caroseria era în două volume de tip hatchback, cu 2 uși și hayon, fabricată din rășini sintetice rezistente la coroziune. Mânerele de acționare a ușilor erau ascunse la interior, ștergătorul de parbriz era amplasat central, iar barele de protecție aveau spoilere încorporate. Greutatea mașinii era de 590 kg, iar a motorului de 67 kg.
Au existat trei serii ale modelului Lăstun. Prima serie avea toate elementele de caroserie din fibră de sticlă, ușile din fibră de sticlă, fără tapiserie la interior, scaunele îmbrăcate în vinil, stopuri mici, fără lumini de mers înapoi și grila frontală integrată în capotă. A doua serie avea elemente de caroserie atât din tablă, cât și din fibră de sticlă, uși din tablă, tapisate la interior și scaune îmbrăcate în vinil sau tapisate. Ultima serie, fabricată doar după 1989, avea toate elementele de caroserie din tablă, stopuri mari, late, cu lumini de ceață și de mers înapoi, hayon cu yală exterioară, grila frontală separată de capotă, iar la unele modele ștergător de lunetă.
În anul 1989 în cadrul Târgului Internațional București a fost expus prototipul Lăstun cu caroserie alungită. În această variantă, autoturismul putea să transporte patru persoane în condiții de confort sporite, păstrând un spațiu și pentru bagaje.
Producția a durat până în anul 1991, în acest interval fiind produse doar câteva mii de unități. Puține exemplare supraviețuiesc în ziua de azi, multe fiind abandonate în anii 90. În 1992, Guvernul a închis fabrica de la Timișoara, motivând ca Lăstunul nu mai este competitiv și că nu mai reprezintă poporul român. Insuccesul modelului este pus pe seama calității slabe. Lăstunul a fost precedat de alte două prototipuri de mici dimensiuni ale uzinei: modelele Egreta și Student.
Modelul a fost exportat și în Polonia.